# 宮田一馬
宮田 一馬（みやた かずま、1990年7月25日 - ）は、日本のラグビー選手。

## プロフィール
- 大阪府出身[1]。
- ポジションはウィング(WTB)、フルバック(FB)。
- 身長 178cm、体重 84kg
- U20日本代表に選ばれたことがある[2]。

## 来歴
ラグビーを始めたきっかけは兄の影響から。
2009年、東海大仰星高校卒業後、東海大学に入る。　
2013年、東海大学卒業後、近鉄ライナーズに加入。なお東海大学時代の同級生に阿部浩士、阪本圭輔、高平拓弥、百武優雅、三上匠、村山廉らがいる。
2016年1月16日に行われたジャパンラグビートップリーグ順位決定トーナメント第2節のキヤノンイーグルス戦に先発出場で公式戦初出場を果たす。
2020年、近鉄ライナーズを退団した。